# Cazenus furcilliatus
Cazenus furcilliatus är en insektsart som beskrevs av Beamer och Leonard D. Tuthill 1935. Cazenus furcilliatus ingår i släktet Cazenus och familjen dvärgstritar. Inga underarter finns listade i Catalogue of Life.